# 莫顿·卡普兰
莫顿·卡普兰（英語：Morton A. Kaplan，1921年5月9日—2017年9月26日），美国国际关系理论家、芝加哥大学政治学教授，世界和平教授学会主席，生于宾夕法尼亚州费城，曾在坦普尔大学和哥伦比亚大学求学，学说受行为主义政治学影响，在政治学中引入系统理论。